# Tihomir Franković
Tihomir Franković, född den 30 september 1970 i Split i Kroatien, är en kroatisk roddare.
Han tog OS-brons i åtta med styrman i samband med de olympiska roddtävlingarna 2000 i Sydney.